# Scaphytopius latidens
Scaphytopius latidens är en insektsart som beskrevs av Delong 1944. Scaphytopius latidens ingår i släktet Scaphytopius och familjen dvärgstritar. Inga underarter finns listade i Catalogue of Life.